# Ptolemaiosz Apión
Ptolemaiosz Apión (görögül Πτολεμαίος Απίων), (Küréné, i. e. 140-es évek – ?, i. e. 96), az ókori Küréné királya az egyiptomi Ptolemaidák közül (uralkodott Kr. e. 116-tól haláláig), VIII. Ptolemaiosz Phüszkón törvénytelen fia, IX. Ptolemaiosz Lathürosz és X. Ptolemaiosz Alexandrosz féltestvére volt. Melléknevének jelentése: „Karcsú”.

## Élete
Amikor édesapja meghalt, Kr. e. 116-ban Eiréné nevű szeretőjétől származó fiára, Ptolemaiosz Apiónra hagyta a korábban általa függetlenül is uralt Kürénét. Uralkodásáról gyakorlatilag semmit sem tudunk, féltestvérei viszálykodásába nem avatkozott bele. Tartományát végrendeletében a Római Köztársaságra hagyta, amely azonban csak hosszas várakozás után, Kr. e. 75-ben szervezte provinciává Kürénét, addig „szabadnak” nyilvánította.

## Egyéb Kürénéi királyok
Az Egyiptomtól többször függetlenedő Kürénét a Ptolemaida dinasztia két másik tagja is uralta az idők folyamán:
- Magasz, I. Ptolemaiosz Szótér törvénytelen fia (Kr. e. 283/282–250)
- VIII. Ptolemaiosz Euergetész, V. Ptolemaiosz Epiphanész kisebbik fia (Kr. e. 163–145)